# Fryerning
Fryerning är en ort i civil parish Ingatestone and Fryerning, i distriktet Brentwood i grevskapet Essex i England. Orten är belägen 7 km från Brentwood. År 1889 blev den en del av den då nybildade Ingatestone and Fryerning. Parish hade 704 invånare år 1881.